# إيدي بريت
إيدي بريت Edie Britt (بالإنجليزية: Edie Britt)‏ هو اسم الشخصية التي تلعبها الممثلة نيكوليت شريدان في المسلسل الأميركي الناجح ربات بيوت يائسات. إيدي تنافس سوزان ماير في علاقاتها الغرامية وتحاول خطف الرجال منها دوماُ. تقوم سوزان بإحراق بيت إيدي عن طريق الخطأ، فترد إيدي الصاع صاعين بمعاشرة صديق سوزان وإحراق بيتها عمداً.